# 中華民國—模里西斯關係
中華民國與英属毛里西斯於1943—1950年有领事級關係，其後與現今的模里西斯共和國無正式外交關係，目前也沒有在對方首都互設具大使館功能的代表機構。對模里西斯的相關事務由駐南非共和國台北聯絡代表處兼轄。

## 政治

### 外交

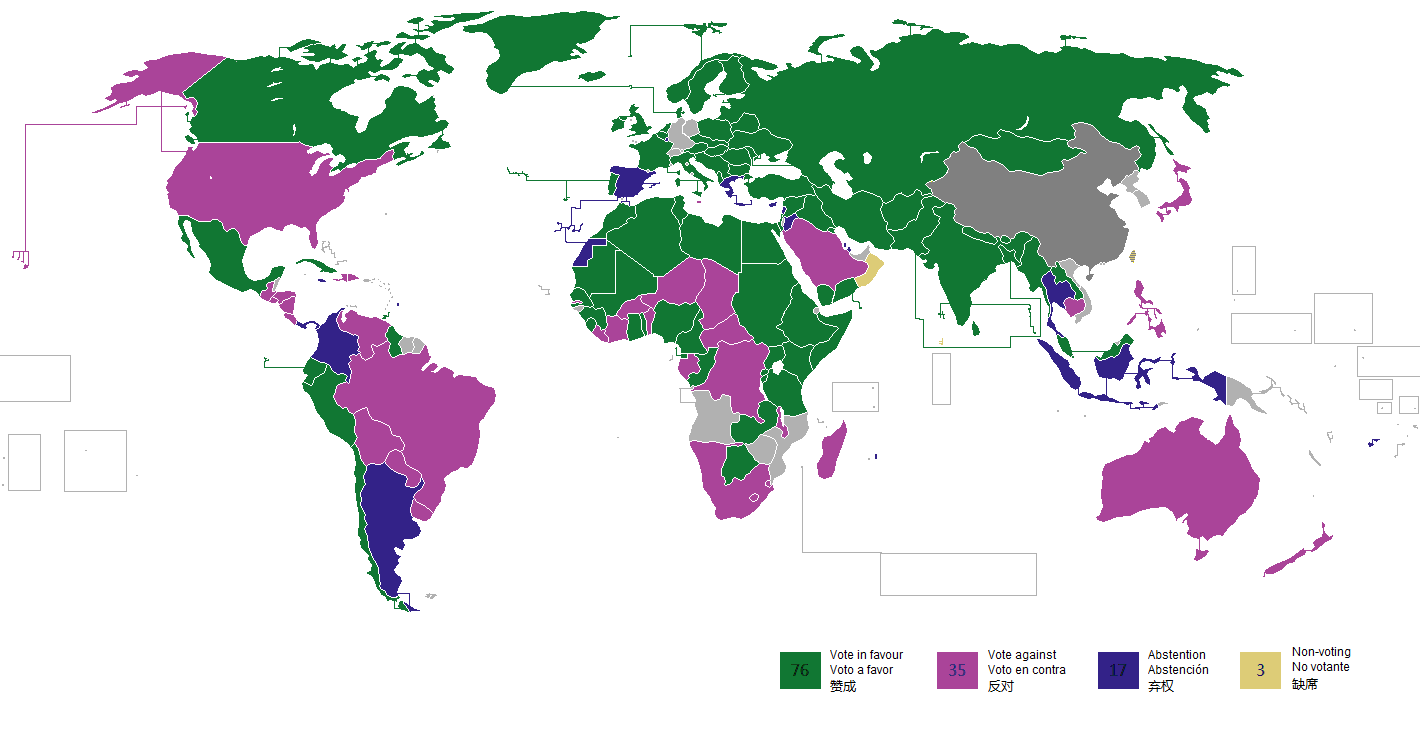
藍色國家表示在1971年的投票中對於中華民國續留聯合國一案棄權，即《聯合國大會2758號決議》，其中包括模里西斯。

1943年，在英属毛里西斯設立中華民國駐毛里西斯领事馆。1950年，英國承認中华人民共和国，中華民國撤銷領事館。 
1971年10月25日，模里西斯在聯合國大會上就「中國代表權」問題投票棄權，該國也是唯一棄權的非洲國家。
1984年4月，兩國同意互設代表機構。9月，於首都路易港設立具大使館功能的中華民國駐模里西斯商務代表團；1988年3月，於首都台北設立同等性質的模里西斯外銷發展投資局駐華辦事處，但因台商投資有限、成效不彰，已於1992年底裁撤。2002年10月26日，中華民國駐模里西斯商務代表團閉館。
1997年4月，台北市長陳水扁參加在模里西斯舉行的城市與地方政府聯合會第33屆世界大會。
2017年2月，駐南非共和國臺北聯絡代表處經濟組前往模里西斯會見總理賈格納特，以及政府與工商經貿機構。

#### 中華民國駐毛里西斯領事（1943－1950年）
| 姓名   | 任命           | 到任          | 離任      | 外交衔级 | 外交職務 |
| ------ | -------------- | ------------- | --------- | -------- | -------- |
| 鄭壽恩 | 1943年12月18日 | 1944年12月9日 | 1950年1月 | 领事     | 領事     |

#### 中華民國駐模里西斯代表（1984－1996年）
| 姓名   | 任命           | 到任          | 免職           | 離任           | 外交衔级 | 外交職務 | 備註  |
| ------ | -------------- | ------------- | -------------- | -------------- | -------- | -------- | ----- |
| 張書杞 | 1984年8月16日  | 1984年9月6日  | 1987年12月23日 | 1988年5月26日  | 代表     | 代表     | [ 7 ] |
| 陳清雲 | 1988年3月31日  | 1988年5月22日 | 1995年12月30日 | 1996年3月17日  | 代表     | 代表     | [ 7 ] |
| 李滋男 | 1995年12月30日 | 1996年3月29日 |                | 2001年3月11日  | 代表     | 代表     | [ 7 ] |
| 翁廷龍 |                | 2001年3月11日 |                | 2002年10月26日 | 代表     | 代表     |       |

## 經濟

### 貿易
| 年分 | 貿易總額    | 貿易總額 | 貿易總額 | 出口至模里西斯 | 出口至模里西斯 | 出口至模里西斯 | 自模里西斯進口 | 自模里西斯進口 | 自模里西斯進口 | 順逆差 |
| 年分 | 金額        | 年增減   | 排名     | 金額           | 年增減         | 排名           | 金額           | 年增減         | 排名           | 順逆差 |
| ---- | ----------- | -------- | -------- | -------------- | -------------- | -------------- | -------------- | -------------- | -------------- | ------ |
| 2017 | 117,252,500 | ▼17.2%   | 90       | 111,598,703    | ▼17.7%         | 70             | 5,653,797      | ▼6.5%          | 122            | 順差▼  |
| 2018 | 121,267,527 | ▲3.4%    | 87       | 114,386,512    | ▲2.5%          | 68             | 6,881,015      | ▲21.7%         | 116            | 順差▲  |
| 2019 | 116,909,814 | ▼3.6%    | 84       | 110,387,514    | ▼3.5%          | 65             | 6,522,300      | ▼5.2%          | 120            | 順差▼  |
| 2020 | 93,906,096  | ▼19.7%   | 88       | 89,475,533     | ▼18.9%         | 66             | 4,430,563      | ▼32.1%         | 126            | 順差▼  |
| 2021 | 80,309,259  | ▼14.5%   | 99       | 76,950,309     | ▼14.0%         | 78             | 3,358,950      | ▼24.2%         | 133            | 順差▼  |
| 2022 | 69,399,799  | ▼13.6%   | 100      | 65,655,862     | ▼14.7%         | 84             | 3,743,937      | ▲11.5%         | 130            | 順差▼  |
| 2023 | 67,607,176  | ▼2.6%    | 97       | 63,630,167     | ▼3.1%          | 82             | 3,977,009      | ▲6.2%          | 127            | 順差▼  |
| 2024 | 57,177,441  | ▼15.4%   | 99       | 53,671,669     | ▼15.7%         | 82             | 3,505,772      | ▼11.8%         | 134            | 順差▼  |

### 投資
根據中華民國經濟部投資審議司統計，截至2023年，臺商赴模里西斯投資共119件；模里西斯對臺灣投資共157件。
台灣老爺酒店集團在該國建有五星級的「模里西斯帝王酒店」（Sofitel Mauritius L′Impérial Resort & Spa）。
目前已成立模里西斯臺灣商會。

### 漁業
模里西斯是臺灣主要遠洋漁業基地之一，台籍漁船進入該國港口維修、補給已有多年歷史，漁業事務成為兩國關係重要部分。行政院農業委員會漁業署亦派駐模里西斯漁業專員。

## 協定
| 日期          | 簽署                                                                         | 備註     |
| ------------- | ---------------------------------------------------------------------------- | -------- |
| 1969年7月25日 | 《中華民國政府與模里西斯政府技術合作協定》                                   |          |
| 1986年5月12日 | 《中華民國駐模里西斯商務代表團與模里西斯窪路開發公司間農業技術合作協定》     |          |
| 1989年11月9日 | 《中華民國駐模里西斯商務代表團與模里西斯羅斯貝爾糖業公司間農業技術合作協定》 | [ 註 2 ] |
| 1998年3月31日 | 《中模（里西斯）國際快捷郵件服務協定》                                       |          |

## 簽證

持中華民國護照的中華民國國民簽證要求分布圖：入境模里西斯可以落地簽證。

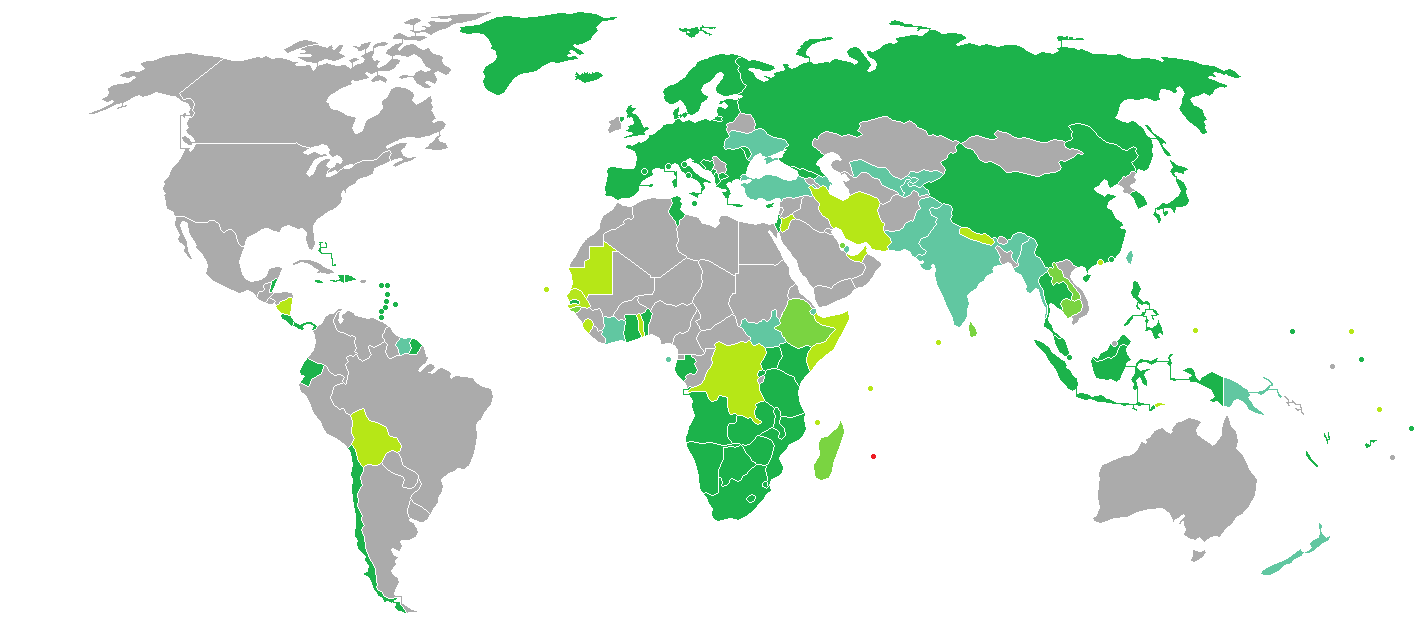
持模里西斯護照的模里西斯人口簽證要求分布圖：入境中華民國可以電子簽證。

兩國國民皆須申請簽證方可入境對方國家。持載明身分證字號的中華民國護照且在台灣有戶籍的中華民國國民可於抵達模里西斯國際機場申請落地簽證入境，停留最多60天，免簽證費。
持模里西斯護照的模里西斯國民則可以電子簽證入境中華民國，停留最多30天並不得延期，免簽證費。

### 事件
2003年4月，台灣發生嚴重急性呼吸道症候群（SARS）疫情，模里西斯擔心會傳入該國，於是停止發放給台灣的漁船、商船、飛機入境許可。中華民國外交部與模里西斯政府交涉，指出模里西斯是台灣在非洲尤其是印度洋一帶很大的漁業基地，有很多漁船在該國進行補給，若禁止入境，對台灣損害很大，並希望如果台灣人民能提出健康證明，模里西斯政府能給予入境簽證。
2020年2月，模里西斯對於2019冠状病毒病（COVID-19）疫情在全球擴散，決定依照世界卫生组织（WHO）的疫情資訊，禁止入境前14日內曾在兩岸四地居住或旅遊的所有國籍人士入境。台灣遠洋漁船的船員仍可入境模里西斯；在第三地（其他國家）停留14日，亦可持中華民國護照入境模里西斯。

## 交通

### 航空

#### 客運
兩國無直航班機，可經由（不計航點遠近，截至2023年6月29日）：
- 台北→吉隆坡、德里[註 3]、杜拜、伊斯坦堡、倫敦、巴黎、羅馬（*季節性飛模里西斯）、米蘭*、法蘭克福、維也納*，再轉機前往模里西斯的西沃萨古尔·拉姆古兰爵士国际机场。
- 高雄→吉隆坡→模里西斯。

### 駕車
持有中華民國國際駕駛執照可在模里西斯駕車、租車。

## 外部連結
- 中華民國外交部－模里西斯共和國簡介 （页面存档备份，存于）
- 駐南非共和國台北聯絡代表處
- 外交部領事事務局－國外旅遊警示分級表
- 中華民國衛生福利部－國際旅遊疫情建議等級
- 中華民國國際經濟合作協會 （页面存档备份，存于）
- 模里西斯臺灣商會的Facebook專頁